# Terina circumcincta
Terina circumcincta är en fjärilsart som beskrevs av Louis Beethoven Prout 1915. Terina circumcincta ingår i släktet Terina och familjen mätare. Inga underarter finns listade i Catalogue of Life.